# Lumbricina
Lumbricina is een onderorde uit de orde van de Crassiclitellata. De onderorde kent ongeveer 500 beschreven soorten.

## Taxonomie
De volgende families maken deel uit van de onderorde:
- Acanthodrilidae Claus, 1880
- Eudrilidae Claus, 1880
- Glossoscolecidae Michaelsen, 1900
- Hippoperidae Taylor, 1949
- Komarekionidae Gates, 1974
- Lumbricidae Rafinesque, 1815
- Lutodrilidae McMahan, 1976
- Sparganophilidae Michaelsen, 1921